# Edward Wilcox
Edward Wilcox (* 1751 in Charlestown, Colony of Rhode Island and Providence Plantations; † 7. September 1838 in Quonochontaug, Rhode Island) war ein US-amerikanischer Politiker. Zwischen 1817 und 1821 war er Vizegouverneur des Staates Rhode Island.

## Werdegang
Edward Wilcox war ein angesehener Kaufmann in seiner Heimat und zwischen 1795 und 1800 Major der Miliz im Washington County. Zwischen 1794 und 1823 saß er mehrfach in der Rhode Island General Assembly. Die Quellen erwähnen aber nicht, welcher Kammer er dort angehörte. Bei den Präsidentschaftswahlen des Jahres 1816 war er einer von vier Wahlmännern aus Rhode Island. Da dieser Staat damals an den unterlegenen Kandidaten Rufus King von der Föderalistischen Partei fiel, ist davon auszugehen, dass Wilcox ebenfalls Mitglied dieser Partei war.
Zwischen 1816 und 1821 war Wilcox an der Seite von Nehemiah R. Knight Vizegouverneur von Rhode Island. Dabei war er Stellvertreter des Gouverneurs und Vorsitzender des Staatssenats. Als Knight bei einer Nachwahl in den US-Senat gewählt wurde, war Wilcox für ein paar Tage kommissarischer Gouverneur seines Staates. Das war aber so unbedeutend, dass er nicht in den offiziellen Listen der Gouverneure aufgelistet wird. Danach ist er politisch nicht mehr in Erscheinung getreten. Zwischen 1823 und 1833 war er Präsident der Phenix Bank. Er starb am 7. September 1838 in dem kleinen Dorf Quonochontaug und wurde in seiner Heimatstadt Charlestown beigesetzt.